# Beaumont-sur-Dême
 Beaumont-sur-Dême  es una población y comuna francesa, situada en la región de Países del Loira, departamento de Sarthe, en el distrito de La Flèche y cantón de La Chartre-sur-le-Loir.

## Demografía
| 523 | 548 | 379 | 354 | 329 | 337 |
| Para los censos de 1962 a 1999 la población legal corresponde a la población sin duplicidades (Fuente: INSEE [Consultar]) |     |     |     |     |     |